# Mona Keijzer
Mona Keijzer (Edam, 9 de octubre de 1968) es una política neerlandesa que actualmente ocupa un escaño en el Segunda Cámara de los Estados Generales para el período legislativo 2012-2017 por la Llamada Demócrata Cristiana.

## Biografía
Keijzer creció en una familia católica en Volendam. Después de estudiar legislación y administración en Ámsterdam, ejerció como abogada en derecho administrativo y como mediadora. Entre 1994 y 2006, participó activamente en actividades políticas en el CDA de Ilpendam, llegando a ocupar además, el cargo de concejala de Waterland; entre 2007 y 2012 fue alcaldesa en Purmerend. Participó en las elecciones parlamentarias de 2010 sin salir electa.
En mayo de 2012 volvió a candidatearse para el parlamento, siendo apoyada por el exministro Aart Jan de Geus y el expresidente del partido Jeroen van Velzen, entre otras figuras públicas. Ya en las elecciones, fue la segunda más votada del partido, siendo electa.